# نوکیا ۶۱۳۱

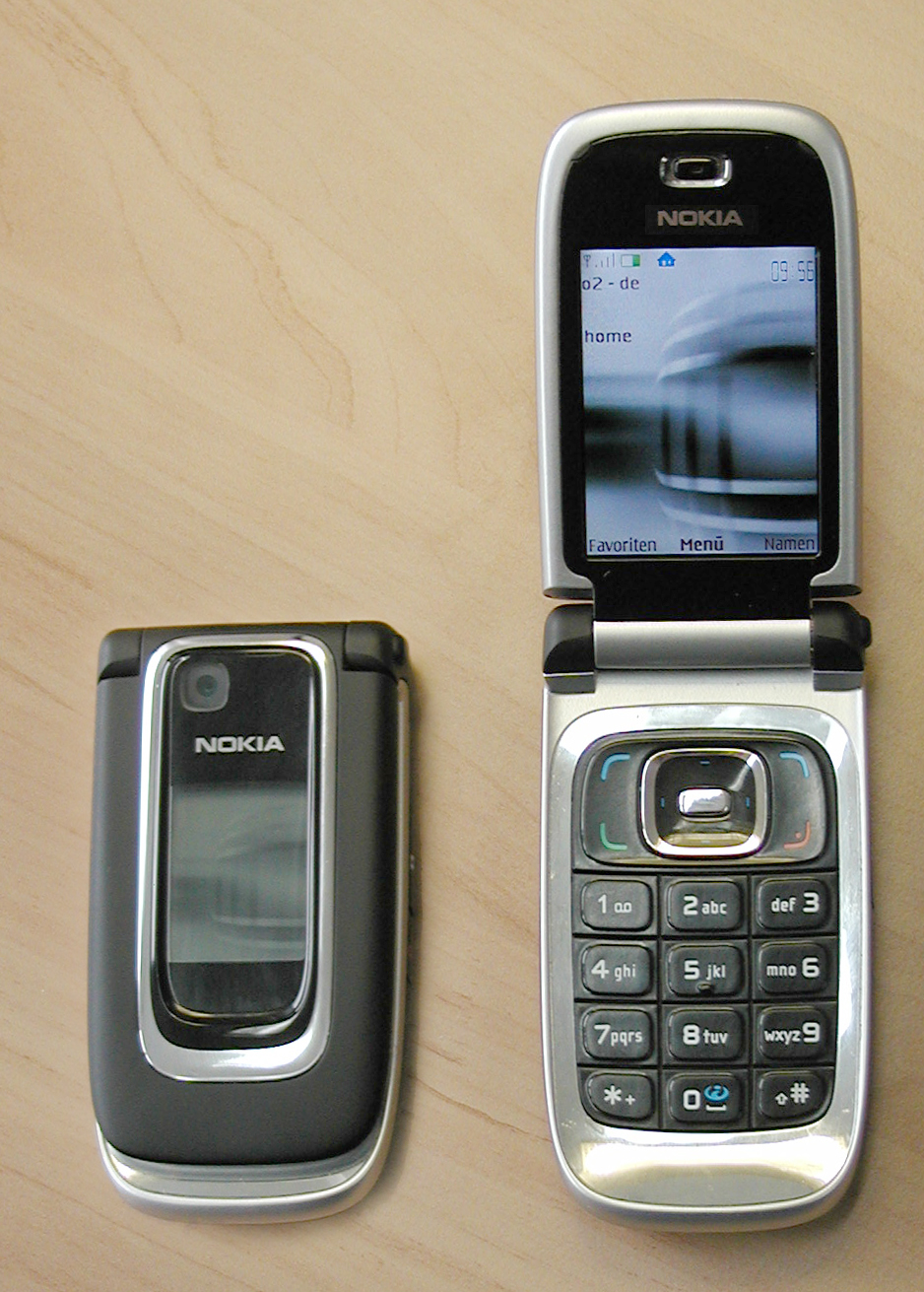
نوکیا ۶۱۳۱

نوکیا ۶۱۳۱ یک‌نمونه از گوشی‌های تلفن همراه سری ۶۰۰۰ شرکت نوکیا می‌باشد که توسط همین شرکت به بازار عرضه شده‌است.